# 山元裕史

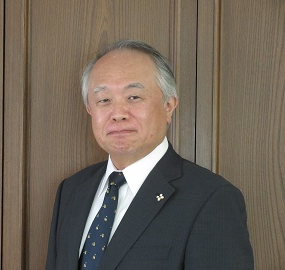
東京地検検事正時の肖像写真

山元 裕史（やまもと ひろし）は、日本の検察官、法務官僚。東京地方検察庁検事正を経て、次長検事。

## 来歴・人物
鹿児島県出身。1988年一橋大学法学部卒業。1990年東京地方検察庁検事任官。1991年福島地方検察庁検事。1994年法務省訟務局付。1997年東京地方検察庁検事。
1999年法務省刑事局付。2000年法務省刑事局付兼国税庁調査査察部。2002年内閣府情報公開審査会事務局総務課審判専門官。2004年東京地方検察庁検事。2005年法務省大臣官房秘書課付、法務大臣秘書官事務取扱。
2006年法務省大臣官房付。同年法務省刑事局付兼法務省刑事局参事官兼国税庁調査査察部、司法試験考査委員。2008年法務省刑事局参事官兼法務省刑事局総務課企画調査室長。2009年東京地方検察庁検事。
2011年東京高等検察庁検事、東京地方検察庁特別捜査部副部長。2013年東京高等検察庁検事。2014年法務省刑事局刑事課長。2015年東京地方検察庁総務部長。同年東京地方検察庁公安部長。2017年東京高等検察庁刑事部長。同年福井地方検察庁検事正。
2018年最高検察庁検事。2020年東京地方検察庁次席検事。2021年東京高等検察庁次席検事。2023年東京地方検察庁検事正。2024年次長検事、法務省法制審議会委員。